# Baron Hemphill
Baron Hemphill, of Rathkenny and Cashel in the County of Tipperary, ist ein erblicher britischer Adelstitel in der Peerage of the United Kingdom.
Heutiger Familiensitz der Barone ist Raford House bei Kiltullagh im County Galway, Irland.

## Verleihung
Der Titel wurde am 12. Januar 1906 für den liberalen Politiker und Juristen Charles Hemphill geschaffen. Dieser war Unterhausabgeordneter und Solicitor-General für Irland.
Sein Urenkel, Peter Hemphill, 5. Baron Hemphill, nahm 1959 durch Deed poll den zusätzlichen Nachnamen Martyn an, nach dem Mädchennamen seiner Großmutter väterlicherseits, einer Cousine des Edward Martyn.
Heutiger Titelinhaber ist seit 2012 dessen Sohn Charles Martyn-Hemphill als 6. Baron.

## Liste der Barone Hemphill (1906)
- Charles Hemphill, 1. Baron Hemphill (1822–1908)
- Stanhope Hemphill, 2. Baron Hemphill (1853–1919)
- Fitzroy Hemphill, 3. Baron Hemphill (1860–1930)
- Martyn Hemphill, 4. Baron Hemphill (1901–1957)
- Peter Martyn-Hemphill, 5. Baron Hemphill (1928–2012)
- Charles Martyn-Hemphill, 6. Baron Hemphill (* 1954)

Titelerbe (Heir apparent) ist der älteste Sohn des aktuellen Titelinhabers, Hon. Richard Martyn-Hemphill (* 1990).